# Thiếc disulfide
Thiếc disulfide hay đisulfide thiếc là một hợp chất hóa học có công thức SnS2. Hợp chất này kết tinh theo kiểu mô hình kết tinh của iodide cadmi, với Sn (IV) nằm ở các "hốc bát diện" xác định bởi 6 trung tâm sulfide. Nó có trong tự nhiên ở dạng khoáng vật hiếm berndtit.
Hợp chất này kết tủa ở dạng chất rắn màu nâu khi cho H2S vào dung dịch chứa ion thiếc (IV). Phản ứng này thuận nghịch ở pH thấp. SnS2 kết tinh có màu vàng đồng và được sử dụng để sơn phủ trang trí cho màu vàng gần giống như của vàng kim loại, vì thế mà nó có tên gọi khác là vàng khảm.
Hóa chất này cũng phản ứng với các muối sulfide để tạo ra một loạt các thiostannat với công thức [SnS2]m[S]n2n−. Phương trình đơn giản hóa cho phản ứng khử polymer này là:
SnS2 + S2− → 1/x{SnS32−}x.